# Augusta Read Thomas

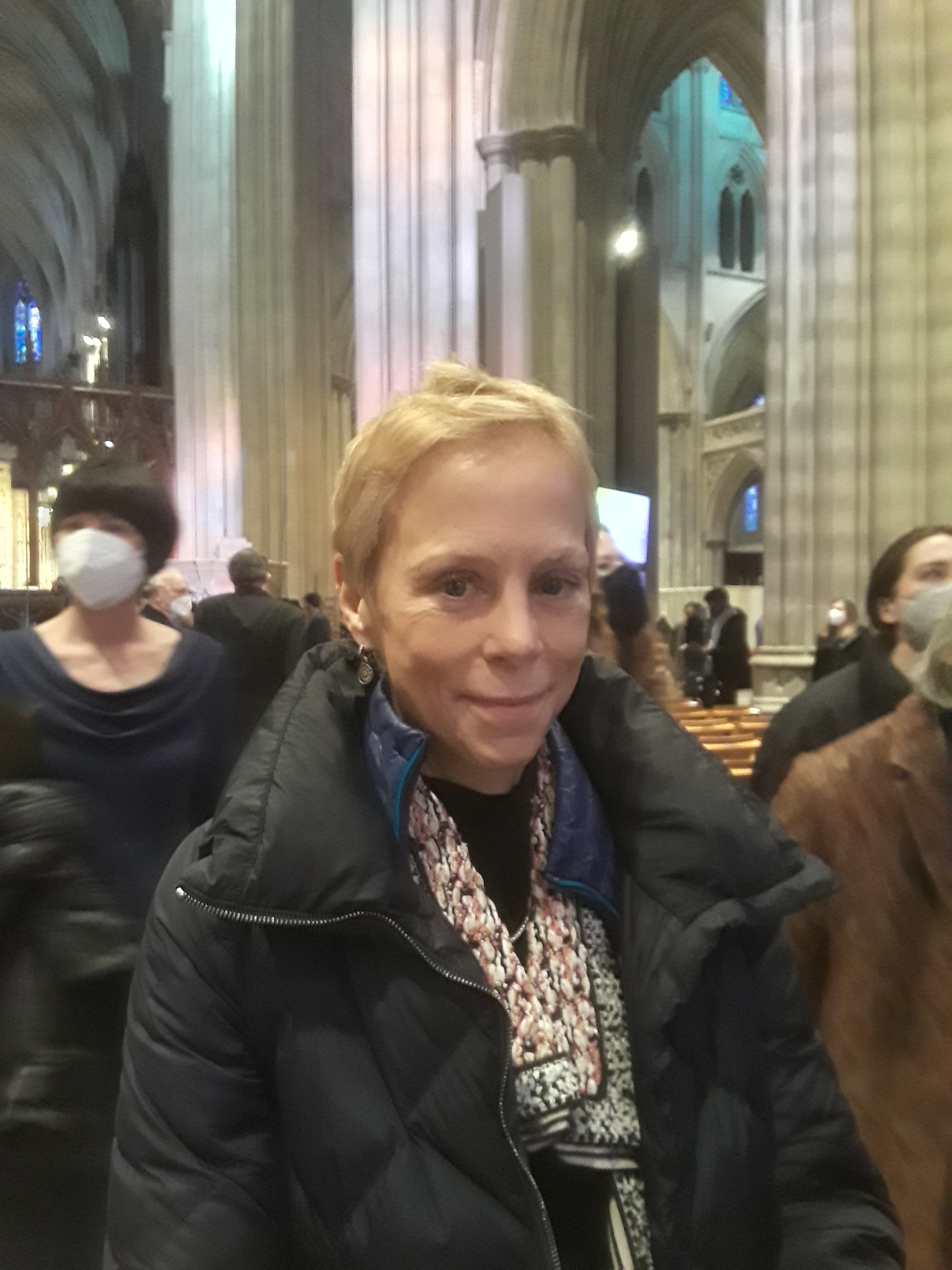
Augusta Read Thomas

Augusta Read Thomas (* 24. April 1964 in Glen Cove/New York) ist eine US-amerikanische Komponistin und Musikpädagogin.
Thomas studierte an der Northwestern University, der Yale University und der Royal Academy of Music in London. Von 1993 bis 2001 unterrichtete sie an der Eastman School of Music, danach hatte sie bis 2006 die Wyatt-Professur für Musik an der Northwestern University inne. Daneben gab sie mehrfach Sommerkurse im Musikzentrum Tanglewood. Von 1997 bis 2006 war sie Composer in Residence des Chicago Symphony Orchestra. 2009 war sie Direktorin des Festival of Contemporary Music in Tanglewood. Im gleichen Jahr wurde sie zum Mitglied der American Academy of Arts and Letters gewählt, 2012 in die American Academy of Arts and Sciences.
Thomas komponierte Orchesterwerke und Kammermusik, Chorwerke und mehrere Ballette. Sie erhielt u. a. Preise und Auszeichnungen der Siemensstiftung in München, der ASCAP, des National Endowment for the Arts, der American Academy and Institute of Arts and Letters der John Simon Guggenheim Memorial Foundation, der Koussevitzky Foundation und der New York Foundation for the Arts. 2007 war sie mit der Komposition Astral Canticle eine der beiden Finalisten für den Pulitzer-Preis für Musik.

## Werke
- Vigil, Konzert für Cello und Orchester, 1990
- Meditation, Konzert für Posaune und Orchester, 1990, 1995
- Chant für Cello und Klavier, 1991, 2002
- Incantation für Violine, 1995
- Spring Song für Cello, 1995
- The Rub of Love für gemischten Chor, 1995
- Words of the Sea für Orchester, 1995–96
- Alleluia for chorus S.A.T.B., 1996
- Psalm 91: Verse 11 für Chor, 1996
- Piano Etudes, 1996, 2003, 2005
- Spirit Musings für Violine und Kammerorchester, 1997
- Love Songs für gemischten Chor, 1997
- Orbital Beacons, Konzert für Orchester, 1998
- Ceremonial für Orchester, 1999
- Ritual Incantations für Cello und Kammerorchester, 1999
- Passion Prayers für Cello und sechs Instrumente, 1999
- Fugitive Star für Streichquartett, 1999–2000
- Sun Threads für Streichquartett, 1999–2002
- Aurora für Klavier und Kammerorchester, 2000
- Ring Out, Wild Bells, to the Wild Sky für Siopran, Chor und Orchester (Text von Alfred Lord Tennyson), 2000
- Song in Sorrow für Sopran, Chor und Orchester, 2000
- …a circle around the sun… für Klaviertrio, 2000
- Bells Ring Summer für Cello, 2000
- Invocations für Streichquartett, 2000
- Ring, Flourish, Blaze! Fanfare für Bläserensemble, 2000
- among dawn flowers für Sopran und Klavier, 2001
- Around Midnight Variation für Klavier, 2001
- Daylight Divine für Sopran, Kinderchor und Kammerorchester (Text von Gerard Manley Hopkins), 2001
- Prayer Bells für Orchester, 2001
- Eagle at Sunrise für Streichquartett, 2001
- Murmurs in the Mist of Memory für 11 Solostreicher, 2001
- Rumi Settings für Violine und Viola, 2001
- Magneticfireflies für for high school band, 2001
- Chanting to Paradise für Sopran, gemischten Chor und Orchester, 2002
- In My Sky at Twilight für Sopran und Kammerorchester, 2002
- Light the First Light of Evening für Orchester, 2002
- Sunlight Echoes für Orchester, 2002
- Trainwork für Orchester, 2002
- Rise Chanting für Streichquartett, 2002
- Chanting to Paradise für Sopran, gemischten Chor und Orchester, 2002
- Four Basho Settings für Frauenchor, 2002
- In My Sky at Twilight für Sopran und Kammerorchester, 2002
- Tangle für Orchester, 2003
- Canticle Weaving, Konzert für Posaune und Orchester, 2003
- Bubble: Rainbow (spirit level) für Sopran und Ensemble (Texte von Elizabeth Bishop und Emily Dickinson), 2003
- Pulsar für Violine, 2003
- Galaxy Dances für Orchester, 2004
- Gathering Paradise für Sopran und Orchester (Text von Emily Dickinson), 2004
- Shakin für Orchester, 2004
- Silver Chants the Litanies, in memoriam Luciano Berio, Konzert für Horn und Orchester, 2004
- Final Soliloquy of the Interior Paramour für Kammerensemble, Mezzosopran und Countertenor (Text von Wallace Stone), 2004
- Prairie Sketches I: Diamonds on Orchid Velvet für Sopran und Ensemble, 2004
- Rush für Violine, 2004
- Sun Songs – Three Micro-Operas für Mezzosopran und drei Perkussionisten, 2004
- Fruit Of My Spirit für gemischten Chor, 2004
- Purple Syllables für gemischten Chor, 2004
- Dancing Galaxy für Blasorchester, 2004
- The Rewaking für Männerchor, 2005
- Astral Canticle, Doppelkonzert für Flöte, Violine und Orchester, 2005
- Credences of Summer für Orchester, 2005
- Caprice für Violine, 2005
- Carillon Sky für Violine oder Saxophon und Kammerensemble, 2005
- D(i)agon(als) für Klarinette, 2005
- Memory: Swells für Gitarrenduo, 2005
- Moon Jig für Violine, Cello und Klavier, 2005
- Traces für Klavier, 2005
- Helios Choros, Ballett-Triptychon, 2006–07
- Prayer and Celebration für Orchester, 2006
- Love Twitters für Klavier, 2006
- Prayer and Celebration für Streicher, 2006
- Silent Moon für Violine und Viola, 2006
- Dancing Helix Rituals für Violine, Klarinette und Klavier, 2007
- Toft Serenade für Violine und Klavier, 2006
- Dream Threads, Ballett, 2007
- Terpsichore's Dream, Ballett für Kammerorchester, 2007
- Cantos for Slava für Cello und Klavier, 2007
- Dancing Helix Rituals für Violine, Klarinette und Klavier, 2007
- Eurythmy Etude für Klavier, 2007
- Scat für Flöte, Violine, Viola, Cello und Klavier, 2007
- Scherzi Musicali für zwei Trompeten, Horn und Posaune, 2007
- Juggler of Day für Frauenchor (Text von Emily Dickinson), 2007
- Euterpe's Caprice für Flöte, 2008
- Absolute Ocean für Sopran oder Mezzosopran, Harfe und Orchester (Text von E. E. Cummings), 2008
- Violin Concerto #3: "Juggler in Paradise", 2008
- Ballade (subtitle: "Weaving Skyward") für Klavier, 2008
- Dream Catcher für Viola oder Violine, 2008
- Capricious Angels für acht Musiker, 2009
- Jubilee für Orchester, 2010
- Of Paradise and Light für Orchester, 2010
- Radiant Circles für Orchester, 2010
- Jeu D'Esprit für zwei Trompeten, 2010
- Flash für gemischten Chor und Orchester, (Text von Gerard Manley Hopkins), 2011
- Floating Temples für gemischten Chor und Orchester (Text von Gerard Manley Hopkins und Matsuo Bashō), 2011
- Mansueto Tribute, "double helix" für Violinen, 2011
- Pilgrim Soul für Englischhorn und zwei Violinen, 2011

## Weblink
- Homepage von Augusta Read Thomas